# Jan Starzewski
Jan Michał Polikarp Starzewski (ur. 26 stycznia 1895 w Wadowicach, zm. 25 stycznia 1973 w Londynie) – polski dyplomata, działacz emigracyjny, i minister spraw zagranicznych (1972–1973) Rządu Rzeczypospolitej Polskiej na obczyźnie.

## Życiorys
Młodszy syn Tadeusza, doktora praw, notariusza i Heleny z Hajdukiewiczów. W 1913 zdał egzamin maturalny w c. k. Gimnazjum III w Krakowie. W tym samym roku rozpoczął studia prawnicze na Uniwersytecie Jagiellońskim, które przerwał po wybuchu I wojny światowej.
Od września 1914 służył w Legionach Polskich, był oddelegowany do Departamentu Wojskowego Naczelnego Komitetu Wojskowego, którym kierował Władysław Sikorski, następnie do Komendy Legionów. Od lipca 1915 do grudnia 1915 służył w II Brygadzie Legionów. W 1916 opublikował Wiersze wojenne. W 1917 wznowił studia, przez cały rok 1918 pracował w Misji Polskiej w Bernie. Od stycznia 1919 służył w Wojsku Polskim, walczył w wojnie polsko-ukraińskiej. 28 lipca 1919 został mianowany sekretarzem Poselstwa RP w Berlinie, ale 30 lipca 1919 powrócił do czynnej służby wojskowej, otrzymał przydział do dowództwa 5 Armii, służył jako oficer łącznikowy przy francuskiej misji wojskowej. 8 stycznia 1924 został zatwierdzony w stopniu kapitana ze starszeństwem z 1 czerwca 1919 i 833. lokatą w korpusie oficerów rezerwy piechoty. Posiadał wówczas przydział w rezerwie do 5 Pułku Piechoty Legionów w Wilnie.
Po zakończeniu działań wojennych, powrócił w 1920 na placówkę w Berlinie. Równocześnie w 1920 ukończył studia prawnicze. Od lipca 1921 pracował w Ministerstwie Spraw Zagranicznych, w tym samym roku obronił pracę doktorską. W czasie pracy w MSZ był wysyłany na placówki dyplomatyczne – do Bukaresztu (od marca 1923 do 1925), gdzie był II sekretarzem Poselstwa RP, oraz do Paryża (od lipca 1926 do marca 1928), gdzie pracował jako I sekretarz Ambasady RP. Od lipca 1933 do grudnia 1934 pełnił funkcję chargé d’affaires w poselstwie RP w Tallinnie. Od czerwca 1936 do kwietnia 1940 był Posłem Nadzwyczajnym i Ministrem Pełnomocnym w Kopenhadze. Danię opuścił po ataku wojsk niemieckich na ten kraj. Przebywał następnie w Wielkiej Brytanii, początkowo krótko pracował w Ministerstwie Spraw Zagranicznych, następnie w Biurze Prac Politycznych, Ekonomicznych i Prawnych oraz Ministerstwie Spraw Kongresowych. W grudniu 1944 został kierownikiem Wydziału Europy Środkowo-Wschodniej MSZ.
Po II wojnie światowej pozostał w Wielkiej Brytanii. Do 1952 pracował w Ministerstwie Spraw Zagranicznych Rządu RP na uchodźstwie. Był członkiem władz Instytutu Badania Spraw Międzynarodowych, w 1947 został redaktorem naczelnym kwartalnika IBSM Sprawy międzynarodowe (ukazało się osiem numerów),. W marcu 1947 należał do założycieli Instytutu Józefa Piłsudskiego w Londynie, od 1948 kierował wspólnie z Konradem Libickim pismem Niepodległość. Od 1952 był członkiem Wydziału Studiów Instytutu Piłsudskiego, był współzałożycielem (1948), prezesem zarządu i wykładowcą Szkoły Nauk Politycznych i Społecznych w Londynie.
Był działaczem Ligi Niepodległości Polski, od 1954 był członkiem Głównego Komitetu Wykonawczego tej partii. 31 lipca 1954 został członkiem Tymczasowej Rady Jedności Narodowej, od 27 sierpnia 1954 był kierownikiem Działu Spraw Zagranicznych Egzekutywy Zjednoczenia Narodowego (nieformalnym ministrem spraw zagranicznych przeciwników obozu prezydenta Augusta Zaleskiego). Tę ostatnią funkcję pełnił do rozwiązania EZN w 1972. Na przełomie 1966 i 1967 przejściowo kierował Egzekutywą po dymisji Adama Ciołkosza i przed wyborem Kazimierza Sabbata. Uczestniczył też w pracach Zgromadzenia Europejskich Narodów Ujarzmionych. Wspierał działania na rzecz integracji europejskiej. 
W lipcu 1972 został ministrem spraw zagranicznych w rządzie Alfreda Urbańskiego, swoją funkcję pełnił do śmierci. Zmarł 25 stycznia 1973 roku. Został pochowany na Brompton Cemetery (sektor 2 numer 6022, główna aleja).

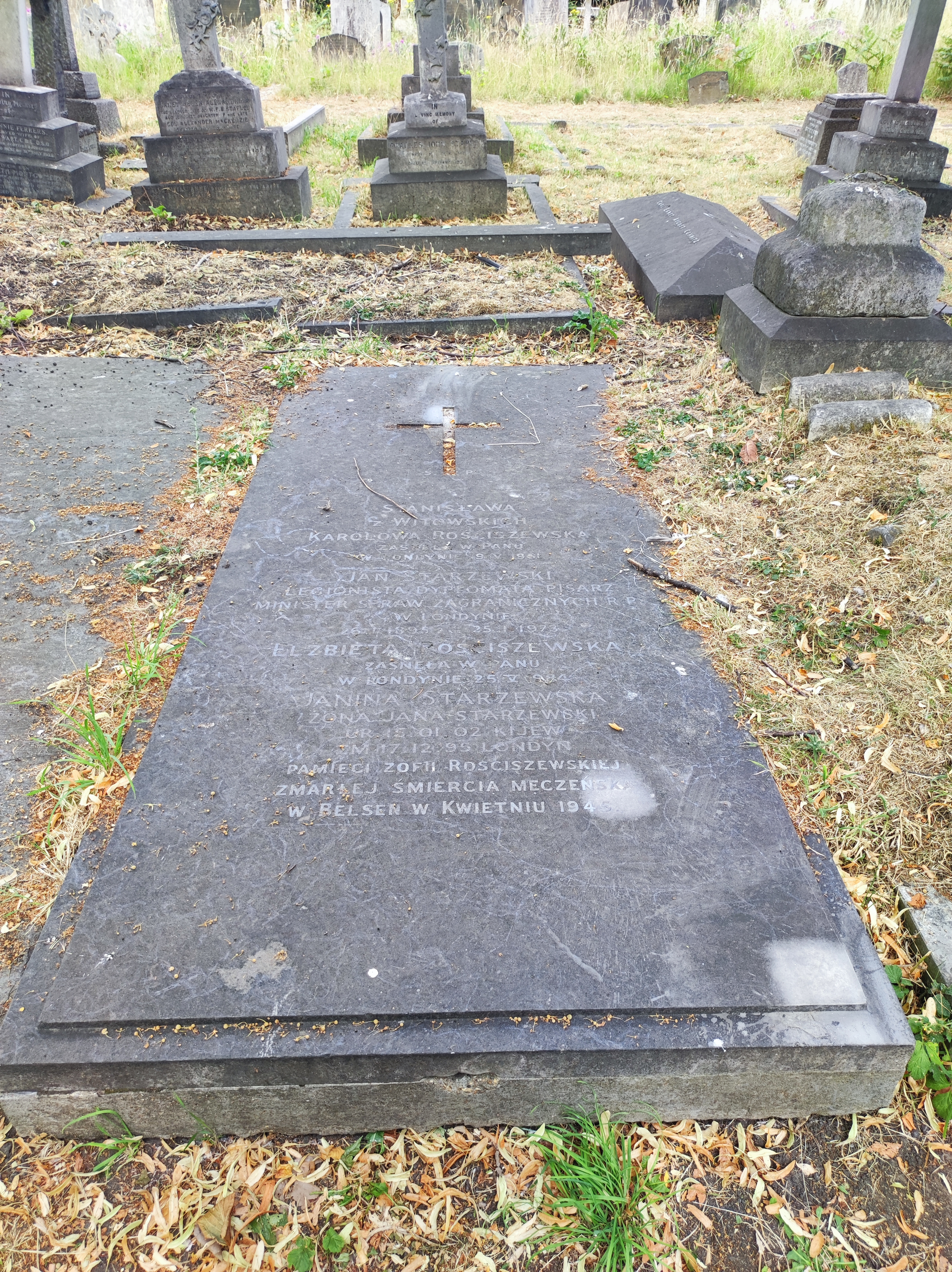
Grób Jana Starzewskiego

## Prace
- Wiersze wojenne (1916)
- Józef Piłsudski: zarys psychologiczny (1930)
- W walce o nową Polskę (1930)
- Polska polityka zagraniczna w latach 1914–1939 (1950)
- Nowoczesna historia polityczna 1878–1939. Cz. 2, Okres 1914–1939 (1951)
- Nowoczesna historia polityczna: rok 1939 : do wybuchu wojny (1954)

## Ordery i odznaczenia
- Krzyż Niepodległości (9 października 1933)[7]
- Krzyż Walecznych[8]
- Złoty Krzyż Zasługi (10 listopada 1933)[9]
- Wielki Oficer Orderu Świętego Sawy (Jugosławia)[8]
- Order Krzyża Orła II i III klasy (Estonia, 1934)[10]
- Krzyż Komandorski Orderu Świętego Sawy (Jugosławia)[8]
- Krzyż Komandorski Orderu Chrystusa (Portugalia)[11]
- Krzyż Komandorski Orderu Feniksa (Grecja, 1932)[12]
- Krzyż Komandorski Orderu Karola III (Hiszpania, 1933)[12]
- Krzyż Komandorski Orderu Korony Włoch (Włochy, 1933)[13]

## Życie prywatne
Był synem Tadeusza Starzewskiego i bratem Macieja Starzewskiego. W 1921 ożenił się z Magdaleną A. Kossak, z którą miał córkę Teresę (ur. w 1922 r., 1o voto hrabina Plater-Zyberk, 2o voto Burignat). Małżeństwo rozpadło się w 1924 r., unieważniono je w 1928 r. Następnie był ponownie żonaty z Anną Rościszewską.